# Politique en Irlande du Nord

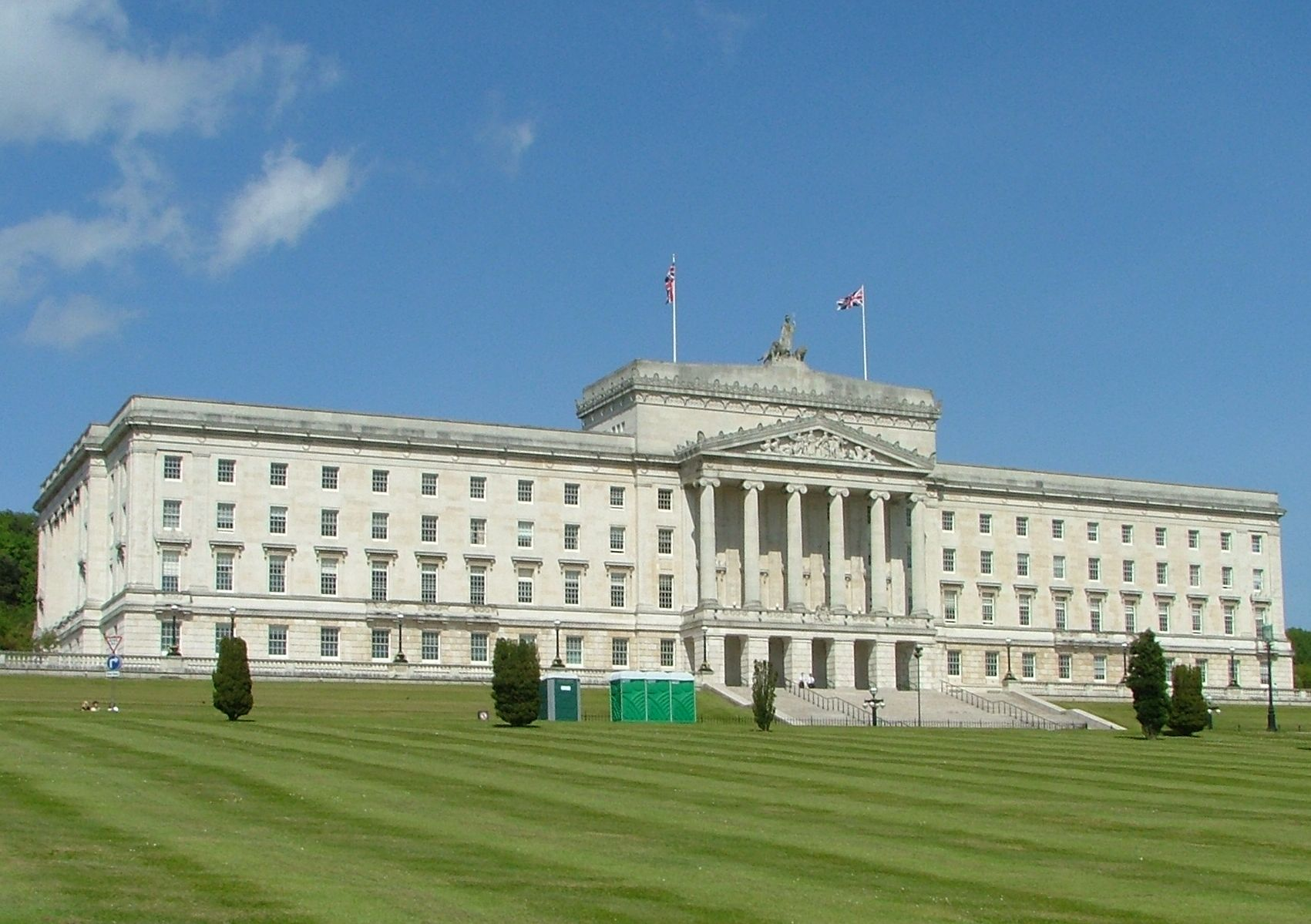
Le palais de Stormont à Belfast, siège de l'Assemblée nord-irlandaise depuis l'accord du Vendredi saint.

La politique en Irlande du Nord tourne notamment autour de la question constitutionnelle, c'est-à-dire sur la question de savoir si l'Irlande du Nord doit rester dans le Royaume-Uni ou devenir partie de la république d'Irlande.
Les partis principaux sont, du côté unioniste, le Parti unioniste d'Ulster et le Parti unioniste démocrate, et du côté nationaliste, le Parti social-démocrate et travailliste et le Sinn Féin. Quelques partis ne se disent ni nationalistes ni unionistes, comme le Parti de l'Alliance de l'Irlande du Nord et le Parti vert.
Le parti unioniste d'Ulster domine continuellement la province jusqu'en 1972 (quand l’Irlande du Nord repasse sous le contrôle direct de Londres). À chaque élection, le parti parvient à rassembler une majorité de suffrages protestants, quitte à attiser les tensions religieuses afin que le clivage interconfessionnel demeure prioritaire. 
Les électeurs d'Irlande du Nord élisent les députés de l'Assemblée d'Irlande du Nord qui siège au palais de Stormont, à Belfast, et également des députés à la Chambre des communes du Parlement du Royaume-Uni à Londres.

## Composition de l'Assemblée nord-irlandaise
| Affiliation                              | Membres |
| ---------------------------------------- | ------- |
| Parti unioniste démocrate                | 25      |
| Voix unioniste traditionnelle            | 1       |
| Parti unioniste d'Ulster                 | 9       |
| Parti de l'Alliance de l'Irlande du Nord | 17      |
| Parti social-démocrate et travailliste   | 8       |
| Sinn Féin                                | 27      |
| People Before Profit Alliance            | 1       |
| Indépendant                              | 2       |
| Total                                    | 90      |

### Résultats aux élections
| Élection | Élection        | Voix    | %    | Sièges |
| -------- | --------------- | ------- | ---- | ------ |
| 1998     | Unioniste       | 401 491 | 49,6 | 58     |
| 1998     | Nationaliste    | 322 810 | 40,0 | 42     |
| 1998     | Indépendantiste | 9 878   | 1,3  | 0      |
| 1998     | Indépendant     | 5 392   | 0,7  | 0      |
| 1998     | Autres          | 70 715  | 8,7  | 8      |
| 2003     | Unioniste       | 354 266 | 51,2 | 59     |
| 2003     | Nationaliste    | 282 186 | 40,8 | 42     |
| 2003     | Indépendantiste | 16      | 0,0  | 0      |
| 2003     | Indépendant     | 20 234  | 2,9  | 1      |
| 2003     | Autres          | 30 921  | 5,2  | 6      |
| 2007     | Unioniste       | 329 826 | 47,8 | 55     |
| 2007     | Nationaliste    | 289 234 | 41,9 | 44     |
| 2007     | Indépendant     | 19 471  | 2,8  | 1      |
| 2007     | Autres          | 51 782  | 7,4  | 8      |
| 2011     | Unioniste       | 308 092 | 45,4 | 55     |
| 2011     | Nationaliste    | 273 665 | 40,4 | 43     |
| 2011     | Indépendant     | 15 535  | 2,3  | 1      |
| 2011     | Autres          | 64 444  | 9,7  | 9      |
| 2016     | Unioniste       | 332 614 | 48,0 | 55     |
| 2016     | Nationaliste    | 251 714 | 36,2 | 40     |
| 2016     | Indépendant     | 22 650  | 3,3  | 1      |
| 2016     | Autres          | 85 755  | 12,6 | 12     |
| 2017     | Unioniste       | 358 818 | 44,8 | 39     |
| 2017     | Nationaliste    | 321 464 | 40,0 | 39     |
| 2017     | Indépendant     | 14 407  | 1,8  | 1      |
| 2017     | Autres          | 108 626 | 13,7 | 11     |
| 2022     | Unioniste       | 346 180 | 40,1 | 35     |
| 2022     | Nationaliste    | 328 625 | 38,1 | 35     |
| 2022     | Indépendant     | 25 315  | 2,9  | 2      |
| 2022     | Autres          | 162 583 | 18,8 | 18     |

## Membres de l'Irlande du Nord au parlement du Royaume-Uni
| Affiliation                        | Membres |
| ---------------------------------- | ------- |
| Democratic Unionist Party          | 8       |
| Sinn Féin                          | 7       |
| Social Democratic and Labour Party | 2       |
| Alliance                           | 1       |
| Total                              | 18      |

## Membres de l'Irlande du Nord au Parlement européen
| Parti                                  | Candidat              | Siège                 | Perte/gain            | Votes de première préférence | Votes de première préférence |
| Parti                                  | Candidat              | Siège                 | Perte/gain            | Voix                         | %                            |
| -------------------------------------- | --------------------- | --------------------- | --------------------- | ---------------------------- | ---------------------------- |
| Parti unioniste démocrate              | Jim Allister          | 1                     | 0                     | 175 761                      | 31,9                         |
| Sinn Féin                              | Bairbre de Brún       | 1                     | +1                    | 144 541                      | 26,3                         |
| Parti unioniste d'Ulster               | Jim Nicholson         | 1                     | 0                     | 91 164                       | 16,6                         |
| Parti social-démocrate et travailliste | Martin Morgan         | 0                     | -1                    | 87 559                       | 15,9                         |
| Indépendant                            | John Gilliland        | 0                     | 0                     | 36,270                       | 6,6                          |
| Socialist Environmental Alliance       | Eamon McCann          | 0                     | 0                     | 9 172                        | 1,6                          |
| Parti vert                             | Lindsay Whitcroft     | 0                     | 0                     | 4 810                        | 0,9                          |
| Total                                  | Total                 | Total                 | Total                 | 549 277                      |                              |
| Taux de Participation                  | Taux de Participation | Taux de Participation | Taux de Participation |                              | 51,7                         |

| Parti                                          | Candidat              | Siège                 | Perte/Gain            | Votes de première préference | Votes de première préference |
| Parti                                          | Candidat              | Siège                 | Perte/Gain            | Voix                         | %                            |
| ---------------------------------------------- | --------------------- | --------------------- | --------------------- | ---------------------------- | ---------------------------- |
| Sinn Féin                                      | Bairbre de Brún       | 1                     | 0                     | 126 184                      | 25,8                         |
| Parti unioniste démocrate                      | Diane Dodds           | 1                     | 0                     | 88 346                       | 18,1                         |
| Ulster Conservatives and Unionists – New Force | Jim Nicholson         | 1                     | 0                     | 82 892                       | 17,0                         |
| Parti social-démocrate et travailliste         | Alban Maginness       | 0                     | 0                     | 78 489                       | 16,1                         |
| Voix unioniste traditionnelle                  | Jim Allister          | 0                     | 0                     | 66 197                       | 13,5                         |
| Parti de l'Alliance de l'Irlande du Nord       | Ian Parsley           | 0                     | 0                     | 26 699                       | 5,5                          |
| Parti vert                                     | Steven Agnew          | 0                     | 0                     | 15 764                       | 3,2                          |
| Total                                          | Total                 | Total                 | Total                 | 488 891                      |                              |
| Taux de Participation                          | Taux de Participation | Taux de Participation | Taux de Participation |                              | 42,8                         |

| Parti                                    | Candidat              | Siège                 | Perte/Gain            | Votes de première préference | Votes de première préference |
| Parti                                    | Candidat              | Siège                 | Perte/Gain            | Voix                         | %                            |
| ---------------------------------------- | --------------------- | --------------------- | --------------------- | ---------------------------- | ---------------------------- |
| Sinn Féin                                | Martina Anderson      | 1                     | 0                     | 159 813                      | 25,5                         |
| Parti unioniste démocrate                | Diane Dodds           | 1                     | 0                     | 131 163                      | 20,9                         |
| Parti unioniste d'Ulster                 | Jim Nicholson         | 1                     | 0                     | 83 438                       | 13,3                         |
| Parti social-démocrate et travailliste   | Alex Attwood          | 0                     | 0                     | 81 594                       | 13,0                         |
| Voix unioniste traditionnelle            | Jim Allister          | 0                     | 0                     | 75 806                       | 12,1                         |
| Parti de l'Alliance de l'Irlande du Nord | Anna Lo               | 0                     | 0                     | 44 432                       | 7,1                          |
| Parti pour l'indépendance du Royaume-Uni | Henry Reilly          | 0                     | 0                     | 24 584                       | 3,9                          |
| Parti vert                               | Ross Brown            | 0                     | 0                     | 10 598                       | 1,7                          |
| NI21                                     | Tina McKenzie         | 0                     | 0                     | 10 533                       | 1,7                          |
| Parti conservateur                       | Mark Brotherston      | 0                     | 0                     | 4 144                        | 0,7                          |
| Total                                    | Total                 | Total                 | Total                 | 636 093                      |                              |
| Taux de Participation                    | Taux de Participation | Taux de Participation | Taux de Participation |                              | 51,0                         |

| Parti                                    | Candidat              | Siège                 | Perte/Gain            | Votes de première préference | Votes de première préference |
| Parti                                    | Candidat              | Siège                 | Perte/Gain            | Voix                         | %                            |
| ---------------------------------------- | --------------------- | --------------------- | --------------------- | ---------------------------- | ---------------------------- |
| Sinn Féin                                | Martina Anderson      | 1                     | 0                     | 126 951                      | 22,2                         |
| Parti unioniste démocrate                | Diane Dodds           | 1                     | 0                     | 124 991                      | 21,8                         |
| Parti de l'Alliance de l'Irlande du Nord | Naomi Long            | 1                     | +1                    | 105 928                      | 18,5                         |
| Parti social-démocrate et travailliste   | Colum Eastwood        | 0                     | 0                     | 78 589                       | 13,7                         |
| Voix unioniste traditionnelle            | Jim Allister          | 0                     | 0                     | 62 021                       | 10,8                         |
| Parti unioniste d'Ulster                 | Danny Kennedy         | 0                     | -1                    | 53 052                       | 9,3                          |
| Parti vert                               | Clare Bailey          | 0                     | 0                     | 12 471                       | 2,2                          |
| Parti pour l'indépendance du Royaume-Uni | Robert Hill           | 0                     | 0                     | 5 115                        | 0,9                          |
| Independent                              | Jane Morrice          | 0                     | 0                     | 1 719                        | 0,3                          |
| Independent                              | Neil McCann           | 0                     | 0                     | 948                          | 0,2                          |
| Parti conservateur                       | Amandeep Singh Bhogal | 0                     | 0                     | 662                          | 0,1                          |
| Total                                    | Total                 | Total                 | Total                 | 577 275                      |                              |
| Taux de Participation                    | Taux de Participation | Taux de Participation | Taux de Participation |                              | 45,0                         |